# Lekanesphaera teissieri
Lekanesphaera teissieri là một loài chân đều trong họ Sphaeromatidae. Loài này được Bocquet & Lejuez miêu tả khoa học năm 1967.